# Roberval Davino
Roberval Davino da Silva (ur. 12 sierpnia 1954 w Maceió) – brazylijski piłkarz, grający na pozycji pomocnika, trener piłkarski.

## Kariera piłkarska

### Kariera klubowa
W 1969 rozpoczął karierę piłkarską w CRB. Potem występował w klubach XV de Jaú, Araçatuba, Capelense i japońskim IEC FC, gdzie zakończył karierę w 1992 roku.

## Kariera trenerska
Jeszcze gracz rozpoczął karierę szkoleniowca w CRB w roku 1984. W latach 1985–1986 pracował w Federação Alagoana de Futebol z reprezentacją Alagoana. W 1986-1987 prowadził CSA, a w 1987-1988 klub São Domingos. Od 1988 do 1992 roku z przerwami kierował japońskim IEC FC. Od 1989 roku trenował kluby: Novo Horizonte, EC Juventude, XV de Jaú, Goiânia, Goiás EC, Vila Nova, Araçatuba, Anápolis, Atlético-GO, Botafogo-SP, Lousano Paulista, Mogi Mirim, Mirassol, Matonense, Sampaio Corrêa, São Caetano, Inter de Limeira, União Barbarense, Figueirense, Marília, América-SP, Gama, Santa Cruz, Remo, América de Natal, Fortaleza, ABC, Santo André, Bragantino, Ituano, Guarani FC, Linense, Brasiliense, Metropolitano, Guaratinguetá, Corinthians-AL, Catanduvense, Paysandu SC i Luverdense.

## Sukcesy i odznaczenia

### Sukcesy piłkarskie
CRB
- mistrz Campeonato Alagoano: 1972, 1973, 1976, 1977, 1978, 1983
- zdobywca Copa do Nordeste: 1975

### Sukcesy trenerskie
IEC
- mistrz Kumamoto Division 3: 1989
- mistrz Kumamoto Division 2: 1990
- mistrz Kumamoto Division 1: 1991

Vila Nova
- mistrz Campeonato Brasileiro Série C: 1996
- mistrz Campeonato Goiano: 1993

Remo
- mistrz Campeonato Brasileiro Série C: 2005

Araçatuba
- mistrz Campeonato Paulista Série A2: 1992

CSA
- mistrz Campeonato Alagoano: 1996, 1997

Figueirense
- mistrz Campeonato Catarinense: 2002

Brasiliense
- mistrz Campeonato Brasiliense: 2009

Metropolitano
- zdobywca Copa Santa Catarina: 2009